# Resolució 721 del Consell de Seguretat de les Nacions Unides
La Resolució 721 del Consell de Seguretat de les Nacions Unides, fou adoptada per unanimitat el 27 de novembre de 1991 després de reafirmar la resolució 713 (1991) sobre la situació a la República Federal Socialista de Iugoslàvia, el Consell va recolzar fortament els esforços del Secretari General Javier Pérez de Cuéllar i el seu emissari personal per ajudar a acabar els conflictes en parts del país, amb l'esperança d'establir una missió de manteniment de la pau.
No obstant això, el Consell va observar que el desplegament d'una missió del manteniment de la pau no pot prendre lloc sense que els bel·ligerants involucrats supervisin completament els acords d'alto el foc signats. La resolució també va observar que el conflicte examinaria recomanacions del Secretari General, inclosa la recomanació de la possibilitat de l'establiment d'una missió de manteniment de pau a la regió.